# Artiastis heliacma
Artiastis heliacma är en fjärilsart som beskrevs av Edward Meyrick 1888. Artiastis heliacma ingår i släktet Artiastis och familjen praktmalar, Oecophoridae. Inga underarter finns listade i Catalogue of Life.